# Voice over Cable
Voice over Cable (VoC) oder auch Kabeltelefonie bezeichnet eine besondere Variante der IP-Telefonie (VoIP) über Kabelfernsehnetze bzw. Breitbandkabelnetze.

## Implementierung von Sprachdiensten in der VoC-Architektur
Fester Bestandteil der DOCSIS-Architektur sind ein Kabelmodem auf der Kundenseite und ein Cable Modem Termination System (CMTS) in der Kabelkopfstation des Anbieters. Das Modem digitalisiert und codiert die Sprachinformation und leitet diese an das CMTS weiter. Hierbei kommt – historisch bedingt – meist das H.323-Protokoll zum Einsatz, welches einen Gatekeeper (das Kabelmodem) erfordert. Inzwischen kann Telefonie aber auch über das SIP-Protokoll implementiert werden. In beiden Fällen werden die Zugangsdaten im Modem per Fernwartung vom Anbieter konfiguriert. Telefonie wird technisch über Geotargeting auf das Netz des Anbieters oder über die Kontrolle der MAC-Adresse auf die freigegebene Hardware begrenzt; „nomadische Nutzung“ ist somit ausgeschlossen.
Da DOCSIS im OSI-Modell lediglich die untersten beiden Schichten spezifiziert, geschieht die eigentliche Adressierung und Übertragung der Sprachdaten auf dem Layer 3 letztlich im Hinblick auf den Leitungsweg wie bei der IP-Telefonie, d. h. die Sprachinformation wird nicht über eine fest hergestellte Verbindung (wie beim herkömmlichen leitungsvermittelten Telefonnetz), sondern über das Kabelnetz paketorientiert übertragen.

## Telefondienste
Wird eine Datenkompression unter Anwendung von Datenreduktion eingesetzt, können ISDN-Protokolle, die auf eine transparente 1-zu-1-Übertragung angewiesen sind – wie zum Beispiel Fax- und Datendienste – nicht funktionieren. Auch durch Laufzeitverzögerungen (IP-Telefonie#Laufzeit (Latenz) und Jitter) kann es bei internetbasierenden Telefoniediensten (einschließlich Skype) zu Störungen kommen. Daher ist ein VoIP-Anschluss mit „ISDN-Merkmalen“ kein echter ISDN-Anschluss nach DSS1-Protokoll und wird inzwischen meistens auch nur als „Komfortanschluss“ o. ä. bei den Kabelnetzbetreibern beworben.
Die vollständig anbieterkontrollierte Ende-zu-Ende-Dienstegüte soll eine dem Festnetz entsprechende Zuverlässigkeit (oft als „First-Line-Qualität“ bezeichnet) ermöglichen, jedoch unter Ausschluss einer Notstromversorgung bei Stromausfall, wie dies netzseitig bei analoger Telefonie oder ISDN noch gewährleistet ist. Der Notruf funktioniert deshalb systembedingt nur im Normalbetrieb. Faxübertragungen erfordern den Einsatz des T.38-Protokolls (Fax over IP) oder im Rahmen garantierter Dienstgüte den Einsatz unkomprimierter Audiocodecs wie etwa G.711.